# Palatul Episcopal Ortodox Sârb din Timișoara
Palatul Episcopal Ortodox Sârb din Timișoara este o clădire istorică situată în Piața Unirii, nr. 4, strada Gheorghe Lazăr nr. 2 și nr. 4, respectiv strada Emanoil Ungureanu, nr. 10. Face parte din Situl urban Cartierul „Cetatea Timișoara”, monument istoric cod LMI TM-II-s-A-06095.

## Istoric
Corpul de est al clădirii, și parțial cel de sud, a fost ridicat între 1745–1747, comanditar fiind episcopul ortodox sârb Georgije Popović, pentru a servi ca pentru a fi reședință episcopală și sediu al școlii rasciene, edificiul fiind construit inițial în stil baroc provincial.
În 1790, aici a avut loc întâlnirea clerului superior din Arhiepiscopia de Carloviț.
Pe cuprinsul secolului al XIX-lea au avut loc mai multe etape de construire, fiind finalizată aripa sudică și construită aripa vestică, în 1812 fiind menționată completarea clădirii cu corpul situat pe str. Emanoil Ungureanu, nr. 10. În această perioadă, clădirea primește o înfățișare în stil istoricesc.
În 1864, după despărțirea ierarhică a Bisericii Ortodoxe Românești din Transilvania și Banat de cea Sârbă, palatul a revenit Episcopiei Ortodoxe Sârbe.
La 16 august 1905 s-a obținut autorizația de construire pentru remodelarea fațadelor conform proiectului realizat de László Székely, comanditar fiind episcopul Georgije Letić. Palatul a avut parte de modificări majore, fiind supraetajat, iar arhitectura a fost înlocuită cu una eclectică cu influențe bizantine. Lucrările au fost finalizate la 7 octombrie 1906.
În 1911 au fost adăugate decorațiuni preluate din arhitectura sârbească.
În prezent, în clădire funcționează Colecția muzeală a Episcopiei Ortodoxe Sârbe, deschisă în anii 1960, dar și mai multe afaceri care își desfășoară  activitatea la parterul clădirii, precum restaurante, cafenele și un anticariat.
Clădirea a fost restaurată în 1983, împreuna cu restul clădirilor din Piața Unirii, și între 2010–2013.

## Descriere
Clădirea este realizată în Stilul anilor 1900, cunoscut și ca Secession. Parterul este tratat ca un soclu, iar primul etaj prezintă decorațiuni „neosârbești” deasupra ferestrelor. La nivelul acoperișului, cele trei travee centrale sunt dominate de un fronton monumental, imitând forme din arhitectura tradițională rusă.